# Johann Friedrich Winckler
Friedrich Johann Otto Gotthelf Winckler (né le 28 novembre 1856 à Francfort-sur-l'Oder et mort le 16 novembre 1943 à Salsitz) est un homme politique prussien (DNVP) et un homme politique de l'Église protestante.

## Biographie
Winckler est administrateur de l'arrondissement de Zeitz de 1886 à 1899 et député de la Chambre des représentants de Prusse de 1894 à 1918. De 1903 à 1911, il est député du Reichstag pour la 7e circonscription du district de Mersebourg (Querfurt (de), Mersebourg (de)), et de 1921 à 1932, il est député du parlement de l'État prussien pour le Parti populaire national allemand (DNVP), en tant que chef de groupe parlementaire jusqu'en 1928. Après la démission d'Oskar Hergt, il devient le 23 octobre 1924 président du DNVP par intérim, avant d'être élu président du parti le 3 février 1925. Il occupe ce poste jusqu'au 24 mars 1926, date à laquelle il est remplacé par Kuno von Westarp.
En tant que militant protestant, il est membre à partir de 1905 et président du synode général de l'ancienne Prusse à partir de 1905 et président en 1915. Outre sa fonction de président du synode provincial de Saxe (pour la province protestante prussienne de Saxe (de)) de 1920 à 1928, il préside le synode général de l'Église protestante de l'ancienne Union prussienne (APU) de 1925 à 1933. La constitution de l’APU de 1922 porte son écriture. Selon cette constitution, le président du Synode général est également président du Sénat de l'Église, la plus haute instance dirigeante de l'APU. La fonction de Winckler est donc comparable à celle d'un président d'église ou d'un président d'une église régionale protestante non épiscopale.
Winckler est mort dans le manoir familial de Salsitz, dans la province prussienne de Saxe.